# Фаустин (пресвитер)
Фаусти́н (лат. Faustinus; IV век) — римский пресвитер, христианский писатель.
Фаустин принадлежал к партии Урсина и к расколу Люцифера — люциферианам. Вместе с пресвитером Марцеллином сопровождал люциферианского епископа Ефесия в его путешествиях по Востоку с целью приобрести сторонников. В Элевферополе они по удалении Ефесия в Африку испытали суровое обращение со стороны епископа Турбона. Как по этому поводу, так и вообще по поводу недружественного отношения к их партии со стороны православных епископов они в 383—4 годах подали в Константинополе Феодосию лат. «Libellus precum ad imperatores» — «Книгу просьб». Вероятно, вместе с этим подано было Фаустином исповедание веры («Faustini presbyteri fides, Theodosio imperatori oblata»), в котором он считал тритеистами исповедующих греч. «τρείς ύποστάσεις» — «три ипостаси». В это же время, по-видимому, императрица Флацилла обратилась к Фаустину с просьбой написать ей полемическое сочинение против ариан. Фаустин написал сочинение в семи книгах (главах) лат. «De trinitate sive de fide contra arianos» — «Святая Троица или вера, против ариан», в котором сжато изложил мысли Тертуллиана и  Илария. Фаустину посвящена 16 глава книги Геннадия Массилийского «О знаменитых мужах». Геннадий считает, что хотя Фаустин опроверг и изобличил  ариан и македониан, но сделал это посредством тех именно свидетельств Священного Писания, которые им истолкованы были дурно и извращены.
Сочинения Фаустина издано в 13 томе Латинской Патрологии.